# Tina Allori
Tina Allori (Poggio a Caiano, 12 ottobre 1924 – Amatrice, 27 febbraio 1989) è stata una cantante italiana.

## Biografia
Debuttò alla radio negli anni quaranta lanciando motivi come "Notte e dì" e Fiorin fiorello (l'amore è bello vicino a te), durante la guerra entra a far parte dell'orchestra diretta da Arturo Strappini, nei programmi periodici che l'EIAR poi RAI, trasmette con cadenza bisettimanale, sino al 1956. Nel 1952 apparve nel film La donna che inventò l'amore diretto da Ferruccio Cerio, prodotto dal cognato Oscar Brazzi, con Rossano Brazzi protagonista.
Nel 1953 entra a far parte dell'orchestra diretta da Armando Fragna che trasmetteva alla Radio Rai con frequenza bisettimanale avendo in repertorio canzoni come "In un palco della scala", "Serenata del vagabondo", "La samba dell'uccellino", "La venditrice di canzoni", "L'amore non vuol chiacchiere" ed altre che però non ha mai inciso.
Nel 1954 venne definita "miglior voce nuova" d'Italia in un concorso bandito dalla radio. Partecipò al Festival di Sanremo 1957 arrivando in finale con Intorno a te. Nel 1959 si impose al Festival di Vibo Valentia con la canzone "Il ciel sei tu".
Divenuta popolarissima, soprattutto all'estero, si trasferì negli Stati Uniti dove continuò a riscuotere successi.
Era sposata con il giornalista d'origine senese Mario Salinelli.
Tra i suoi brani maggiormente ricordati figura anche Nuvola per due, scritta da Umberto Bindi.
Si esibì per l'ultima volta in Svezia nel 1982.

## Discografia

### 78 giri
- 1942: Contadinello innamorato/Notte e dì (Cetra, DC 4188; con il Trio Capinere)
- 1943: Passeggiando con te/Tu sei la mia canzone (Parlophon, C 7976)